# Generał broni
Generał broni – stopień oficera Sił Zbrojnych Rzeczypospolitej Polskiej, niższy od generała i wyższy od generała dywizji.
27 marca 1919 Minister Spraw Wojskowych, generał porucznik Józef Leśniewski „w celu ustalenia nomenklatury tytułów oficerskich ustalił następujące nazwy w Wojsku Polskim dla generałów: generał broni (generał piechoty, kawalerii, artylerii).
21 kwietnia 1920 roku Naczelny Wódz zatwierdził z dniem 1 kwietnia 1920 roku w stopniach generałów broni: Józefa Hallera, Józefa Dowbor-Muśnickiego i Stanisława Szeptyckiego.

## Oznaczenia stopnia
Oznaki w kolorze srebrnym: wężyk generalski i trzy gwiazdki na naramiennikach i otoku czapki; dwa galony na daszku; orzełki na kołnierzach kurtek od mundurów i płaszczy.
Zgodnie z przepisami ubiorczymi żołnierzy Wojska Polskiego z 1972 roku generał broni na daszku czapki garnizonowej posiadał dwa galony szerokości 6 mm naszyte obok siebie w odstępie 2 mm; zewnętrzny naszyty w odległości 6 mm od krawędzi daszka na całej długości jego łuku.
Na taśmie otokowej czapki – wężyk generalski szerokości 3 cm i wysokości 3,5 cm. Ponadto na środku taśmy otokowej w przerwie wężyka trzy gwiazdki umieszczone na linii równoległej do krawędzi taśmy.
Na naramiennikach – wężyk generalski wysokości 3,5 cm umieszczony w poprzek całego naramiennika, w odległości 5 mm od wszycia rękawa oraz trzy gwiazdki umieszczone wzdłuż linii prostej biegnącej przez środek naramiennika. Pierwsza gwiazdka w odległości 1 cm od wężyka, a drugą w odległości 5 mm od wierzchołka ramienia pierwszej gwiazdki do kąta wklęsłego ramion drugiej gwiazdki; trzecia podobnie.
W Wojsku Polskim Królestwa Kongresowego oznaką stopnia były szlify z grubymi bulionami bez gwiazdek.